# Döden i grytan (1978)
Döden i grytan (engelska: Who Is Killing the Great Chefs of Europe?) är en amerikansk-tysk mysteriefilm från 1978 i regi av Ted Kotcheff.
Filmen är baserad på Nan och Ivan Lyons roman Someone Is Killing the Great Chefs of Europe.

## Handling
En seriemördare tar livet av Europas bästa kockar. Konditorn Natasha O'Brien är misstänkt för morden, liksom hennes ex-man, snabbmatskungen Robby Ross.

## Rollista i urval
- George Segal - Robby Ross
- Jacqueline Bisset - Natasha O'Brien
- Robert Morley - Maximilian Vandervere
- Madge Ryan - miss Beecham
- Jean-Pierre Cassel - Louis Kohner
- Stefano Satta Flores - Fausto Zoppi
- Gigi Proietti - kommissarie Ravello
- Jean Rochefort - Auguste Grandvillers
- Philippe Noiret - Jean-Claude Moulineau
- Peter Sallis - St. Claire
- John Le Mesurier - doktor Deere
- Joss Ackland - Cantrell
- Daniel Emilfork - Saint-Juste
- Jacques Marin - Messenet